# Zoran Gogić
Zoran Gogić (Zagreb, 30. ožujka 1955.) je hrvatski kazališni, televizijski i filmski glumac.

## Filmografija

### Televizijske uloge
- "Zabranjena ljubav" kao Jure Šarić (2006. – 2008.)
- "Odmori se, zaslužio si" kao carinik #1 (2007.)
- "Bitange i princeze" kao šljaker (2007.)
- "Zauvijek susjedi" kao vlasnik dućana (2007.)
- "Stipe u gostima" kao čovjek sa psom (2008.)
- "Hitna 94" kao Žarko (2008.)
- "Zakon ljubavi" kao Franjo Papić (2008.)
- "Sve će biti dobro" kao Dominik Štajner (2008. – 2009.)
- "Mamutica" kao Marko Brkić (2010.)
- "Odmori se, zaslužio si" kao povjesničar umjetnosti (2010.)
- "Larin izbor" kao upravitelj (2012.)
- "Crno-bijeli svijet" kao seljak Ibro (2020.)

### Filmske uloge
- "Povratak" (1979.)
- "Mala pljačka vlaka" (1984.)
- "Terevenka" (1987.)
- "Leo i Brigita" kao Brigitin susjed (1989.)
- "Takva su pravila" kao muškarac u čekaonici (2014.)

### Sinkronizacija
- "Scooby Doo i čudovište iz Loch Nessa" kao Sir Ian Locksley
- "Tom i Jerry kao klinci" kao Tyke (1992.)
- "Stuart Mali" kao Srećko (1999.)
- "Željezni div" kao lovac, mlazni pilot i vojnik (1999.)
- "Čarobni mač" kao Sjekira (1999.)
- "Sinbad: Legenda o sedam mora" (2003.)
- "Kralj lavova 2: Simbin ponos" (2003.)
- "Kralj lavova 3: Hakuna Matata" kao Trčko (2004.)
- "Izbavitelji" kao policajac #2 (2004.)
- "Riba ribi grize rep" (2005.)
- "Madagaskar 1, 2, 3" kao Kompa (2005., 2008., 2012.)
- "Hrabri Pero" kao zapovjednik Mrga (2005.)
- "Tko je smjestio Crvenkapici" kao vuk (2006.)
- "Auti" kao Peterbilt i sporedne uloge (2006.)
- "Znatiželjni George" kao Edu, Clovis, čovjek u džungli, brodski radnik #2, taksist, slikar #1, čovjek u muzeju i nogometni najavljivač (2006.)
- "Ružno pače i ja" (2006.)
- "Kad krave polude" kao gospodin Beady (2006.)
- "Osmjehni se i kreni! i čađa s dva Plamenika" (2007.)
- "Pčelin film" kao Pelud Frik #2, pčela na testiranju #1, Freddy, Howard, Bailiff, pčelinski radnik, kapetan Scott i radnik u studiju (2007.)
- "Shrek 3" (2007.)
- "Priča o mišu zvanom Despero" kao kralj kraljevstva Dor, bijeli miš i sporedne uloge (2008.)
- "Sezona lova 2" kao lovac, vozač, vlasnik koji puca tanjure da ih psi donesu, Biskijev vlasnik, zaštitar koji daje sobne ključeve, najavljivač parka za ljubimace, strijelac i policajac (2008.)
- "Stravičan u Ludi Svijet" (2008.)
- "Barbie i tri mušketira" kao Filip (2009.)
- "Oblačno s ćuftama, 2" kao Stari i sporedne uloge (2009., 2013.)
- "Ljepotica i zvijer" kao Lumier (2010.)
- "Kako izdresirati zmaja" kao Viking (2010.)
- "Čuvari šume: Tajanstveni svijet" kao listaš Finn (2013.)
- "Avioni 2: Nebeski vatrogasci" kao Vili (2014.)
- "Pingvini s Madagaskara" kao Kompa (2014.)
- "Sara i patka" kao pripovjedač (2015.)
- "Space Jam: Nova legenda" kao mačak Silvestar (2021.)

## Vanjske poveznice
- Zoran Gogić u internetskoj bazi filmova IMDb-u (engl.)
- Stranica na Gavella.hr  Arhivirana inačica izvorne stranice od 26. rujna 2009. (Wayback Machine)